# Klaus Dalmus
Klaus Dalmus (* 4. Dezember 1964) ist ein ehemaliger deutscher Fußballspieler. Er bestritt ein Bundesligaspiel für den SV Waldhof Mannheim.

## Karriere
Dalmus war vorwiegend in der Amateurmannschaft von Waldhof Mannheim aktiv. In der Saison 1989/90 kam er jedoch trotzdem zu einem Einsatz für die Profis: Im Derby gegen den Karlsruher SC am 28. April 1990 stand er in der Startelf und spielte bei der 0:4-Auswärtsniederlage durch. Zur Saison 1990/91 wechselte er zu Amicitia Viernheim.